# Neocheiropteris ovata
Neocheiropteris ovata là một loài thực vật có mạch trong họ Polypodiaceae. Loài này được (Fée) Fraser-Jenk. miêu tả khoa học đầu tiên năm 1997.